# Giuse Đường Viễn Các
Giuse Đường Viễn Các (tiếng Trung: 唐遠閣, Joseph Tang Yuan-ge; sinh 1963) là một giám mục người Trung Quốc của Giáo hội Công giáo Rôma. Ông hiện đảm nhận chức vị Giám mục chính tòa Giáo phận Thành Đô.

## Tiểu sử
Giám mục Đường sinh ngày 17 tháng 11 năm 1963 tại tỉnh Tứ Xuyên, Trung Quốc, trong một gia đình tín đồ Công giáo. Từ năm 1984 đến năm 1988, ông tu học tại Học viện Thần học Tứ Xuyên. Tháng 5 năm 1991, ông được thụ phong chức linh mục.
Sau khi thụ phong, ông làm mục vụ tại giáo phận Thành Đô. Từ năm 1997 đến 1998, ông được chuyển sang làm mục vụ tại giáo phận Hải Nam. Về sau, ông được bầu làm Phó thư ký Ủy ban Giáo vụ Công giáo tỉnh Tứ Xuyên, Ủy viên thường vụ Hội nghị Hiệp thương Chính trị Nhân dân, Chủ tịch Hội Công giáo Yêu nước thành phố Thành Đô.
Ngày 8 tháng 5 năm 2014, ông được Hội Công giáo Yêu nước Trung Quốc đề cử vào chức vụ Giám mục Thành Đô. Tháng 5 năm 2015, Tòa Thánh cũng thông báo chọn linh mục Giuse Cát làm Giám mục chính tòa Giáo phận Thành Đô. Lễ tấn phong giám mục cho ông được cử hành ngày 30 tháng 11 năm 2016, do Giám mục Gioan Phòng Hưng Diệu, giám mục Nghi Châu (Giáo phận Lâm Nghi đối với chính quyền Trung Quốc), làm chủ phong, và hai giám mục phụ phong là Phêrô La Tuyết Cương, giám mục Tự Phủ (Giáo phận Nghi Tân đối với chính quyền Trung Quốc) và Phaolô Hà Trạch Thanh, giám mục Vạn Huyện (Giáo phận Vạn Châu đối với chính quyền Trung Quốc). Đồng tế trong lễ còn có các giám mục: Giuse Trần Công Ngao, giám mục Thuận Khánh (Giáo phận Nam Sung đối với chính quyền Trung Quốc), giám mục Phaolô Tiêu Trạch Giang, Tổng giám mục Quý Dương (Giáo phận Quý Châu đối với chính quyền Trung Quốc) và giám mục bất hợp thức đang bị vạ tuyệt thông Phaolô Lôi Thế Ngân (vốn được chính quyền bổ nhiệm làm Giám mục Nhạc Sơn). Khẩu hiệu giám mục của ông là "Fides, Spes et Caritas" (Đức tin, Hy Vọng và Bác ái).